# Dracula Untold
Dracula Untold (bra: Drácula: A História Nunca Contada ou Drácula - A História Nunca Contada; prt: Drácula: A História Desconhecida) é um filme americano de 2014, dos gêneros ação, drama, terror, fantasia e aventura, dirigido por Craig Shore, com roteiro baseado no romance Drácula, de Bram Stoker.

## História
No ano 1442 o Império Otomano sequestrou garotos na atual Romênia para fazerem parte de seu exército de Janízaros sob pesado treinamento. Um desses meninos se tornou um guerreiro temido após causar milhares de mortes, ganhando a alcunha de Vlad, o Empalador. Já adulto, Vlad está enojado de seus atos e regressa à sua terra natal, para governar em paz como príncipe da Valáquia e Transilvânia.
Um dia, Vlad e suas tropas encontram um capacete otomano na floresta, e temem uma invasão. Investigando a origem do capacete, chegam à montanha do Dente Quebrado. Em uma caverna com o chão coberto de ossos, o grupo de Vlad é atacado por uma estranha criatura, que mata todos os soldados antes de ser ferida por Vlad. A criatura arremessa o príncipe para fora da caverna, e não decide perseguir Vlad temendo a luz do sol, que também evapora seu sangue na espada. Apavorado, Vlad vai à igreja perguntar a um dos monges sobre a tal criatura, e o padre revela ser um vampiro, um homem normal tornado aberração após conjurar um demônio que o enganou. O vampiro está aguardando alguém para o libertar, a quem compartilharia seus poderes.

## Elenco
- Luke Evans como Vlad III, Drácula
- Sarah Gadon como Milena
- Dominic Cooper como Mehmed II
- Art Parkinson como Ingeraș
- Charles Dance como Mestre Vampiro (Gaius Julius Caesar, conhecido como Caligula)
- Diarmaid Murtagh como Dumitru
- Paul Kaye como Lucian
- William Houston como Cazan
- Noah Huntley como Capitão Petru
- Ronan Vibert como Simion
- Zach McGowan como Shkelgim
- Ferdinand Kingsley como Hamza Bey
- Joseph Long como General Ömer
- Thor Kristjansson como Bright Eyes
- Jakub Gierszal como Acemi

## Produção
Sam Worthington estava escalado para interpretar Drácula, mas foi substituído por Luke Evans.
Antes de se chamar Dracula Untold, o filme era intitulado de Dracula Year Zero.